# Hauptverhandlungsprotokoll
Das Hauptverhandlungsprotokoll (auch Sitzungsprotokoll oder Sitzungsniederschríft) beurkundet im deutschen Strafprozess den Gang und die Ergebnisse der Hauptverhandlung. Die Anfertigung eines Protokolls ist in § 271 Absatz 1 StPO vorgeschrieben. Das Hauptverhandlungsprotokoll ist keine öffentliche Urkunde im Sinne des § 348 StGB.

## Inhalt
Das Protokoll über die Hauptverhandlung enthält
1. den Ort und den Tag der Verhandlung;
2. die Namen der Richter und Schöffen, des Beamten der Staatsanwaltschaft, des Urkundsbeamten der Geschäftsstelle (Protokollführer) und des zugezogenen Dolmetschers;
3. die Bezeichnung der Straftat nach der Anklage;
4. die Namen der Angeklagten, ihrer Verteidiger, der Privatkläger, der Nebenkläger, der Anspruchsteller nach § 403 StPO, der sonstigen Nebenbeteiligten, der gesetzlichen Vertreter, der Bevollmächtigten und der Beistände;
5. die Angabe, dass öffentlich verhandelt oder die Öffentlichkeit ausgeschlossen war (§ 272 StPO).
Protokolliert werden müssen der Gang der Verhandlung und die wesentlichen Förmlichkeiten des Verfahrens (§ 273 Absatz 1 StPO). Hierzu gehören unter anderem die Anwesenheit der in § 226 StPO vorgeschriebenen Personen, die Vernehmung des Angeklagten zur Person und zur Sache, die Verlesung der Anklage, die Vernehmung der Zeugen, die Verlesung von Urkunden und die Inaugenscheinnahme von Gegenständen, die in der Verhandlung gestellten Anträge, die erfolgten Belehrungen und abgegebene prozessuale Erklärungen. Ebenso gehört dazu das letzte Wort des Angeklagten, ein in der Verhandlung ergehendes Urteil, in der Verhandlung verkündete Beschlüsse sowie eine eventuelle Verständigung oder die Tatsache, dass keine Verständigung erfolgt ist.
Nur beim Amtsgericht, also beim Strafrichter und beim Schöffengericht, ist auch der wesentliche Inhalt der Einlassung des Angeklagten und der Aussagen der Zeugen und Sachverständigen zu protokollieren (sogenanntes Inhaltsprotokoll), wenn nicht das Urteil rechtskräftig ist (§ 273 Absatz 2 StPO).
Beim Landgericht und beim Oberlandesgericht wird hingegen nur die Tatsache der Vernehmung als solche, nicht auch der Inhalt der Vernehmung, protokolliert. Denn nur im Berufungsverfahren, das aber nur gegen Urteile des Amtsgerichts stattfindet (§ 312 StPO), gestattet § 325 StPO es unter Umständen, „bei der Berichterstattung und der Beweisaufnahme […] Protokolle über Aussagen der in der Hauptverhandlung des ersten Rechtszuges vernommenen Zeugen und Sachverständigen […] [zu] verlesen“, um eine neuerliche Vernehmung der betreffenden Zeugen oder Sachverständigen überflüssig zu machen. Urteile des Landgerichts und des Oberlandesgerichts können aber nur mit der Revision angefochten werden, § 135, § 121 Abs. 1 Nr. 1 Gerichtsverfassungsgesetz. Dort können nur Fehler des angefochtenen Urteils oder des Verfahrens gerügt werden, Beweiserhebungen finden grundsätzlich nicht statt. Die Strafprozessordnung geht davon aus, dass die Angaben der Zeugen und Sachverständigen in Urteilen der Land- und Oberlandesgerichte in allen wesentlichen Einzelheiten richtig wiedergegeben werden, schließt jedoch die Möglichkeit von auf Widersprüche zwischen Protokoll und Urteil gestützten Verfahrensrügen nicht von vornherein aus (siehe unter Beweiskraft).
Von Amts wegen oder auf Antrag kann ein Vorgang protokolliert werden, wenn es auf diesen Vorgang ankommt, zum Beispiel weil der Vorgang einen Verfahrensfehler enthält oder Anlass für weitere Beweiserhebung bietet (§ 273 Absatz 3 Satz 1 StPO). Auch der Wortlaut einer Äußerung kann protokolliert werden (sogenanntes Wortprotokoll), wenn es nicht nur auf den Inhalt, sondern den genauen Wortlaut der Äußerung ankommt, zum Beispiel weil die Äußerung eine Straftat darstellen kann. In diesem Fall ist die protokollierte Aussage zu verlesen und im Protokoll ist zu vermerken, ob der Äußernde die Niederschreibung genehmigt hat oder welche Einwände er hiergegen erhoben hat (§ 273 Absatz 3 Satz 3 StPO). In der Praxis wird hierfür die Formulierung „v. u. g.“ (vorgelesen und genehmigt) verwendet.

## Beweiskraft
Die Einhaltung der wesentlichen Förmlichkeiten kann nur durch das Protokoll bewiesen werden (positive Beweiskraft). Wenn ein als wesentliche Förmlichkeit protokollierungspflichtiges Geschehen nicht protokolliert ist, ist damit bewiesen, dass das entsprechende Geschehen nicht stattgefunden hat (negative Beweiskraft). Gegen die Beweiskraft des Protokolls ist nur der Einwand der Fälschung zulässig (§ 274 StPO). Ist der Nachweis der Fälschung erbracht, entfällt die Beweiskraft des Protokolls hinsichtlich der von der Fälschung betroffenen Teile. Formelle Beweiskraft besitzt ausschließlich das die vorgeschriebenen wesentlichen Förmlichkeiten enthaltende Sitzungsprotokoll i. S. v. § 273 Absatz 1 StPO, nicht jedoch das amtsgerichtliche Inhaltsprotokoll (Abs. 2) oder das – nur ausnahmsweise erstellte – Wortprotokoll (Abs. 3); diese Beschränkungen schließen jedoch nicht einen revisionsrechtlichen Angriff auf Urteilsfeststellungen aus, die einem Wortprotokoll widersprechen oder einen entscheidungserheblichen Protokollinhalt außer Acht lassen, obwohl dessen Würdigung geboten war. Die Beweiskraft des Hauptverhandlungsprotokoll erstreckt sich nur auf das Verfahren, in dessen Rahmen das Protokoll angefertigt wurde, und wirkt lediglich für das zuständige Revisionsgericht.

## Verfahren
Das Protokoll wird von dem Vorsitzenden und dem Urkundsbeamten der Geschäftsstelle gemeinsam erstellt, wobei der Vorsitzende dem Urkundsbeamten keine Weisungen erteilen darf. Das Protokoll ist erst fertiggestellt, wenn Vorsitzender und Urkundsbeamter das Protokoll unterschrieben haben. Wenn sich Vorsitzender und Urkundsbeamter über den Inhalt des Protokolls nicht einigen können, entfällt insoweit die Beweiskraft des Protokolls. Wenn der Strafrichter gemäß § 226 Absatz 2 StPO von der Hinzuziehung eines Urkundsbeamten absieht, erstellt und unterschreibt er das Protokoll allein. Das Urteil darf erst nach Fertigstellung des Protokolls zugestellt werden (§ 273 Absatz 4 StPO). Ralf Eschelbach kritisiert, dass es die freie und unbefangene Beweiswürdigung gemäß § 261 StPO beeinträchtigen könne, wenn der Richter selbst das Protokoll erstellt, da er dann als neutraler Beurteiler praktisch ausfalle, wenn er das Prozessgeschehen nicht mehr mit voller Aufmerksamkeit beobachtet, sondern sich auf seine Schreibarbeit konzentriert.

## Protokollberichtigung
Das abgeschlossene, also von Richter und Urkundsbeamten unterschriebene und zur Akte gegebene, Protokoll kann von Amts wegen oder auf Antrag jederzeit berichtigt werden. Dies ist – anders als im Zivilprozess (§ 164 ZPO) – zwar nicht gesetzlich geregelt, wird aber allgemein für zulässig gehalten, solange die Urkundspersonen noch eine zuverlässige Erinnerung an den Vorgang haben. Sofern eine Protokollberichtigung beantragt wird, sind vor der Entscheidung dienstliche Stellungnahmen der Urkundspersonen einzuholen und vor der Entscheidung dem Antragsteller zur Kenntnisnahme vorzulegen. Die Berichtigung erfolgt durch gesonderte Erklärung, die dem Protokoll angefügt wird und von Vorsitzendem und Urkundsbeamten zu unterschreiben ist. Besonderheiten gelten, wenn durch eine Protokollberichtigung einer bereits erhobenen Revisionsrüge nachträglich der Boden entzogen werden soll (sogenannte Rügeverkümmerung). Eine derartige Protokollberichtigung wurde früher für unzulässig gehalten. Nach einer Entscheidung des Großen Senats für Strafsachen des Bundesgerichtshofs ist sie aber unter folgenden Voraussetzungen zulässig: Vorsitzender und Urkundsbeamter müssen noch eine sichere Erinnerung an den Vorgang haben. Die Absicht der Protokollberichtigung ist zusammen mit dienstlichen Erklärungen der Urkundspersonen dem Beschwerdeführer zur Stellungnahme zuzuleiten. Widerspricht der Beschwerdeführer, sind erforderlichenfalls weitere dienstliche Erklärungen der anderen Verfahrensbeteiligten (Beisitzer, Staatsanwalt) einzuholen und dem Beschwerdeführer zur Stellungnahme zuzuleiten. Halten die Urkundspersonen das Protokoll weiterhin für unrichtig, haben sie es durch mit Gründen versehenen Beschluss zu berichtigen.